# Hobbs
Hobbs è una città della contea di Lea nel Nuovo Messico, negli Stati Uniti. La popolazione era di 38 277 abitanti al censimento del 2018. Hobbs è la città principale dell'area statistica micropolitana di Hobbs, che comprende tutta la contea di Lea.

## Geografia fisica

### Territorio
Secondo l'Ufficio del censimento degli Stati Uniti, ha una superficie totale di 24,00 mi² (62,16 km²).

### Clima
Hobbs ha un clima semi-arido caratteristico del Nuovo Messico orientale che, con estati calde, inverni freddi e precipitazioni contentrate in un ristretto arco di tempo, lo si potrebbe definire un clima subtropicale da umido a secco.
| Dati climatici      | Mesi | Mesi | Mesi | Mesi | Mesi | Mesi | Mesi | Mesi | Mesi | Mesi | Mesi | Mesi | Stagioni | Stagioni | Stagioni | Stagioni | Anno |
| Dati climatici      | Gen  | Feb  | Mar  | Apr  | Mag  | Giu  | Lug  | Ago  | Set  | Ott  | Nov  | Dic  | Inv      | Pri      | Est      | Aut      | Anno |
| ------------------- | ---- | ---- | ---- | ---- | ---- | ---- | ---- | ---- | ---- | ---- | ---- | ---- | -------- | -------- | -------- | -------- | ---- |
| T. max. media (°C)  | 13,6 | 16,1 | 19,2 | 23,6 | 28,8 | 33,9 | 34,2 | 33,7 | 30,2 | 24,3 | 17,9 | 15,1 | 14,9     | 23,9     | 33,9     | 24,1     | 24,2 |
| T. min. media (°C)  | −2,3 | −0,9 | 1,9  | 6,8  | 12,1 | 17,7 | 19,2 | 18,4 | 14,3 | 8,9  | 1,1  | −1,8 | −1,7     | 6,9      | 18,4     | 8,1      | 8,0  |
| Precipitazioni (mm) | 10   | 8    | 8    | 23   | 50   | 22   | 40   | 44   | 53   | 45   | 2    | 3    | 21       | 81       | 106      | 100      | 308  |

## Storia
Hobbs fu fondata nel 1907 quando James Isaac Hobbs (1852 – 1923) fondò una fattoria e intitolò l'insediamento a sé stesso. Nel 1910 fu aperto l'ufficio postale di Hobbs, con James Hobbs come primo direttore postale. Nel 1911 c'erano circa 25 proprietari terrieri a Hobbs.
Il piccolo insediamento isolato si espanse rapidamente in seguito alla scoperta del petrolio da parte della Midwest Oil Company nel 1927. Fu costruita una raffineria l'anno seguente e nel 1929 fu incorporata ufficialmente la città di Hobbs. Al culmine di questo boom del petrolio, a Hobbs vivevano oltre 12 000 persone. Quando la grande depressione colpì nel 1931, i prezzi del petrolio crollarono e la popolazione scese a circa 3 000. Tuttavia, alcuni anni più tardi l'attività fu ripresa nei giacimenti petroliferi e la popolazione salì a circa 14 000 nel 1940.
Dopo lo scoppio della seconda guerra mondiale, nel 1942 la Hobbs Army Air Base fu costruita a nord della città. Nel 1948 la città acquistò la base aerea e la trasformò nell'Hobbs Industrial Air Park, che è ancora utilizzato per le competizioni di volo a vela.
Il primo college a Hobbs aprì nel 1956. Inizialmente si chiamava First Baptist College e nel 1962 cambiò nome in College of the Southwest. Il nome è stato cambiato di nuovo in University of the Southwest nel 2008. Un secondo college, il New Mexico Junior College, fu aperto nel 1966.

## Società

### Evoluzione demografica
Secondo il censimento del 2010, la popolazione era di 34 122 abitanti.
Nel 2018 i dati disponibili parlano di 38.277 abitanti.

### Etnie e minoranze straniere
Secondo il censimento del 2010, la composizione etnica della città era formata dal 73,0% di bianchi, il 6,1% di afroamericani, l'1,3% di nativi americani, lo 0,6% di asiatici, lo 0,1% di oceanici, il 16,2% di altre razze, e il 2,7% di due o più razze. Ispanici o latinos di qualunque razza erano il 53,7% della popolazione.